# Kauri (slak)

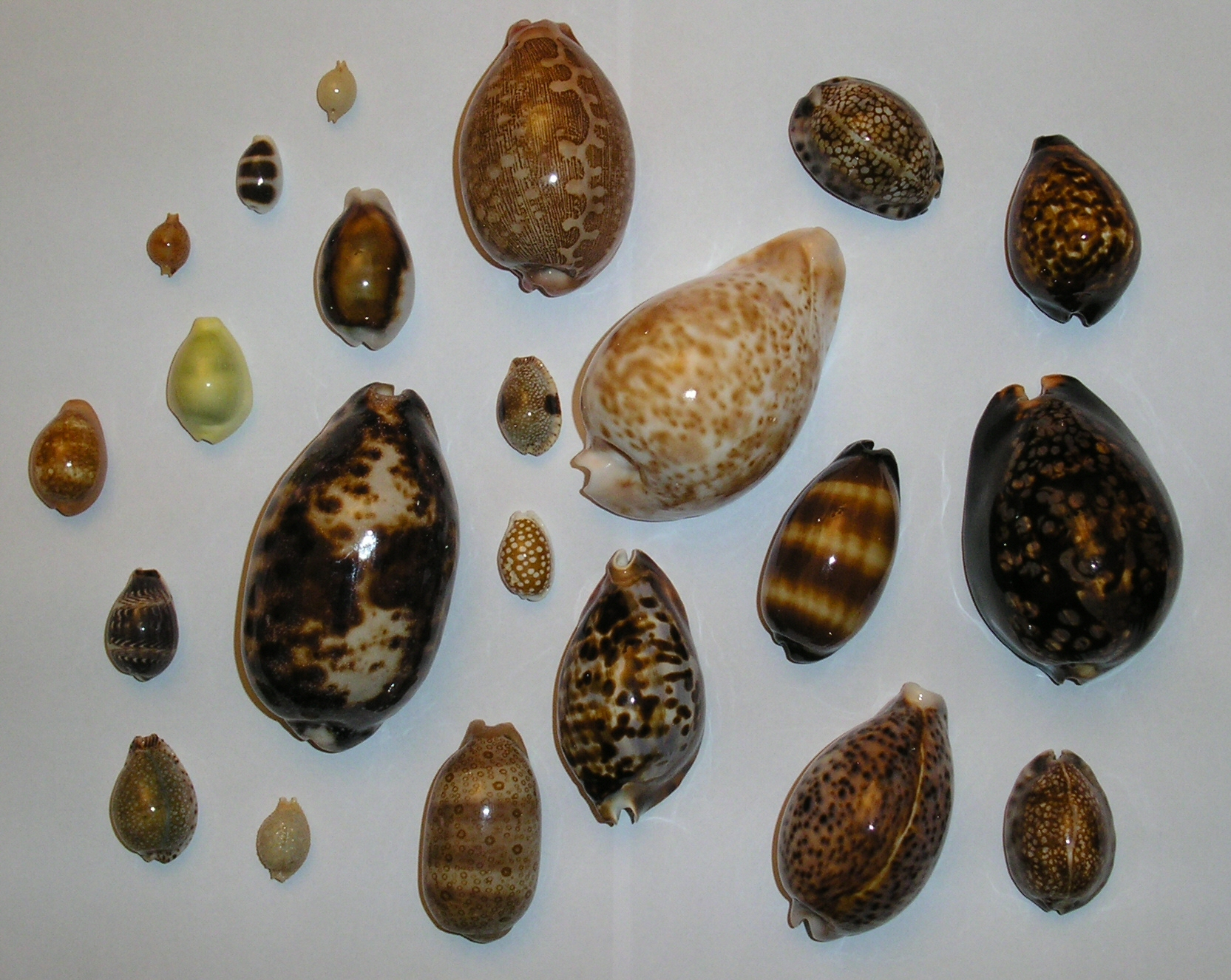
Verschillende kauri's

Kauri's zijn zeeslakken uit verschillende geslachten van de familie Cypraeidae. Andere soorten uit de superfamilie Cypraeoidea heten wel kauri-achtigen. Kauri's komen voor in tropische zeeën in grote delen van de Stille Oceaan en de Indische Oceaan, zoals bij Indonesië, Japan, de Filipijnen Australië en Madagaskar, maar ook in andere zeeën, zoals de Rode zee, Caribische Zee en de Middellandse Zee. Verschillende kauri-soorten speelden in het verleden een belangrijke rol in handel en cultuur. Ook tegenwoordig zijn ze geliefd als verzamelobject en sieraad.

## Etymologie
Het woord kauri komt uit het Hindi-woord कौडि (kaudi), कवडी (kavadī) of het Kannada-woord ಕವಡೆ (kavade) en uiteindelijk uit het Sanskriet-woord कपर्द (kaparda) กปรฺท.

## Soorten
Bekende soorten kauri's zijn:
- Monetaria annulus (ringkauri) Linnaeus, 1758
- Monetaria moneta (geldkauri) Linnaeus, 1758
- Cypraea pantherina (panterkauri) Lightfoot, 1786
- Cypraea tigris (tijgerkauri) Linnaeus, 1758
- Lyncina aurantium (gouden kauri) Gmelin,1791

Een kauri-achtige is:
- Trivia monacha (gevlekt koffieboontje, vroeger ook wel Europese kauri) da Costa,1778

## Betekenis
Vanwege hun fraaie kleuren en glans zijn kauri-huisjes gewilde verzamelobjecten geworden.
Daarnaast speelden verschillende soorten in vroeger tijden een rol als ruil- of betaalmiddel (schelpengeld) of hadden vanwege hun vorm een culturele betekenis, met name wat betreft de vruchtbaarheid van de vrouw.

### Betaalmiddel, ruilmiddel  en speelstuk
Kaurischelpen werden vooral als betaalmiddel gebruikt, bijvoorbeeld in China, Afrika, op Nieuw-Guinea, in Indonesië en op de eilanden van de Stille Zuidzee, zoals Fiji en Tonga. De schepen van de VOC (Verenigde Oost-Indische Compagnie) hebben daarom ook kaurischelpen, met name de geldkauri, verhandeld en gebruikt als betaalmiddel. Er werden bijvoorbeeld slavenhandelaren mee betaald. Men gebruikte ze in delen van Afrika ook als speelstuk. 
Door schoonmaken van ruimen of het vergaan van VOC-schepen zijn lege kauri-schelpen ook in Nederlandse kustwateren terechtgekomen. Heel af en toe spoelt er een aan op stranden van bijvoorbeeld de Zeeuwse eilanden. Ook uit aanspoelsel op strandjes van de voormalige Zuiderzee zijn vondsten bekend.

### Amulet, vruchtbaarheidssymbool en sieraad
Sommige kauri-soorten, zoals Cypraea tigris (tijgerkauri) en Cypraea pantherina (panterkauri), fungeerden als amulet, in de Romeinse tijd en de Middeleeuwen ook in Europa. Daarnaast vormden kauri's een belangrijk element in de magie en waren ze een vruchtbaarheidssymbool. De schelp van de panterkaurie was gewijd aan de godin van de liefde, seksualiteit, schoonheid en vruchtbaarheid, Aphrodite. Daar deze godin was verbonden met Cyprus, kregen soorten uit deze familie de naam Cypraeidae. Gezien de gelijkenis van de smalle mondopening van het slakkenhuis met het vrouwelijk geslachtsdeel van een vrouwelijke big (Latijn: porcella), werden dergelijke schelpen 'porcella' genoemd, en in het Nederlands porseleinslak. De term porselein voor een soort keramiek stamt daarvan af. In heel West-Europa zijn uit het Midden-Oosten afkomstige panterkauri's gevonden in vrouwengraven. 
Ook in Nederland zijn enkele van deze kauri's gevonden in terpen, waar de schelpen niet aangetast worden doordat de grond minder zuur is dan op veel andere plekken. Op diverse plaatsen in de wereld fungeren kauri's als sieraad of decoratie, zoals de gouden kauri, de tijgerkauri en de geldkauri.

## Galerij
- Monetaria caputserpentis
- Luria isabella
- Talostolida teres